# Tillfällig fru sökes
Tillfällig fru sökes är en svensk dramakomedifilm från 2003 i regi av Lisa Ohlin.

## Handling
Fredrik är lycklig, han ska bli pappa, men hans fästmö lämnar honom. Det han längtar efter mest är ett barn och han bestämmer sig för att adoptera ett. För att öka chanserna övertalar han en kvinna att ingå ett fingerat äktenskap. På socialbyrån som ska godkänna adoptionen jobbar Milla. Fredrik och Milla inleder ett förhållande och snart är hon gravid.

## Om filmen
Filmen är inspelad i Trollhättan den 17 maj–27 augusti 2002. Den hade premiär den 5 september 2003 och är tillåten från 7 år.

## Rollista
- Gustaf Hammarsten – Fredrik
- Lotta Östlin – Milla
- Lars Väringer – Kjell
- Irina Jonsson – Tanja
- Claes Hartelius – Tomme
- Jan Tiselius – Jan
- Anna Ulrica Ericsson – Pia
- Kicki Rundgren – Ellen
- Georgi Staykov – Vlado
- Karin Stigsdotter – Jenny
- Elisabeth Falk – Janine
- Pelle Berglund – Kalle
- Åsa Gustavsson

## Musik i filmen
- The Wind Starts Blowing, musik Theodor Jensen, text Theodor Jensen, Niklas Korssell och Mikael Furugärde
- Stay Right Here, musik Theodor Jensen, text Theodor Jensen, Niklas Korssell och Mikael Furugärde
- Daybreak, musik Theodor Jensen, text Theodor Jensen, Niklas Korssell och Mikael Furugärde
- Stay Tonight, musik Pernille Rosendahl, text Pernille Rosendahl och Jonas Struck
- Devocka s severa, musik Kim Brejtburg, text Karen Kavalerjan, Evgenij Fridljand och Irina Antonjan
- Propadaju ja, musik I. Azarov, text Regina Lisic, sång Ljubov Uspenskaja
- Open Those Eyes, text och musik Jakob Nyström
- Shady Lady, musik Martin Olson, text Martin Olson, Jonas Hultqvist, Jonas Ottosson och Peter Malmquist
- Delfinernas sång, skriven och framförd av Björn Melander
- Längtan till landet, musik Otto Lindblad, text Herman Sätherberg
- All I Wanna Do (Is Make Love to You), musik R.J. Walsh och D. Winslow
- Money Thang, musik John Costello, David Hilker, A. Brown och L. Smith
- La belissima estate, musik Alberto Pomeranz och Luciano Michelini
- Country Days, musik G. Gasquy och S. Mallis